# AGAINDO
『AGAINDO』（アガインドー）は、日本のバンド、All Japan Goithのメジャー後、初のアルバム。

## 解説
- 2008年3月26日にインペリアルレコードよりリリースされた。
- シングルやボーナストラックなどを含めた全15曲が収録されている。
- 楽曲のほとんどは彼らの地元、沖縄県でレコーディングされた。
- タイトルの『AGAINDO』は、『沖縄』の『方言』の「アガインドー（＝あげるよ〜）」という意味。
- また『AGAIN』と『DO』の綴りを逆さにして『Do Again』（＝もう一度聞いてくだい）といったメンバーの思いが込められたタイトルでもある。

## 収録曲
1. 鉄の旋律
作曲・編曲：All Japan Goith
2. 「日和らいだー」
作詞：TA-SHI／作曲・編曲：All Japan Goith
3. 「ワーニバル」
作詞：TA-SHI／作曲：All Japan Goith／編曲：中村康就
4. 「I LOVE YOU」
作詞：チョメ／作曲・編曲：All Japan Goith
5. 「恋の罠」
作詞：濱SHOW／作曲・編曲：All Japan Goith
6. 「ハリーハリー」
TA-SHI／作曲・編曲：All Japan Goith
7. 「ホリデードリーマーズ」
TA-SHI／作曲・編曲：All Japan Goith
8. 「そして、オレ達も…」
濱SHOW・てつG／作曲・編曲：All Japan Goith
9. 「恋せよ乙女」
作詞：濱SHOW／作曲：All Japan Goith／編曲：中村康就
10. 「for you」
作詞：てつG／作曲・編曲：All Japan Goith
11. 「風に吹かれて」
作詞：宮本浩次／作曲：宮本浩次／編曲：All Japan Goith
12. 「頑張れサンバ」
作詞：MATTO／作曲・編曲：All Japan Goith
13. 「昼下がり」
作詞：MoCky・TA-SHI・チョメ／作曲・編曲：All Japan Goith
14. 「past」
作詞：チョメ／作曲・編曲：All Japan Goith
【ボーナストラック】
15. 「恋せよ乙男」
作詞：濱SHOW／作曲：All Japan Goith／編曲：中村康就